# 清凉寺木造釈迦如来立像

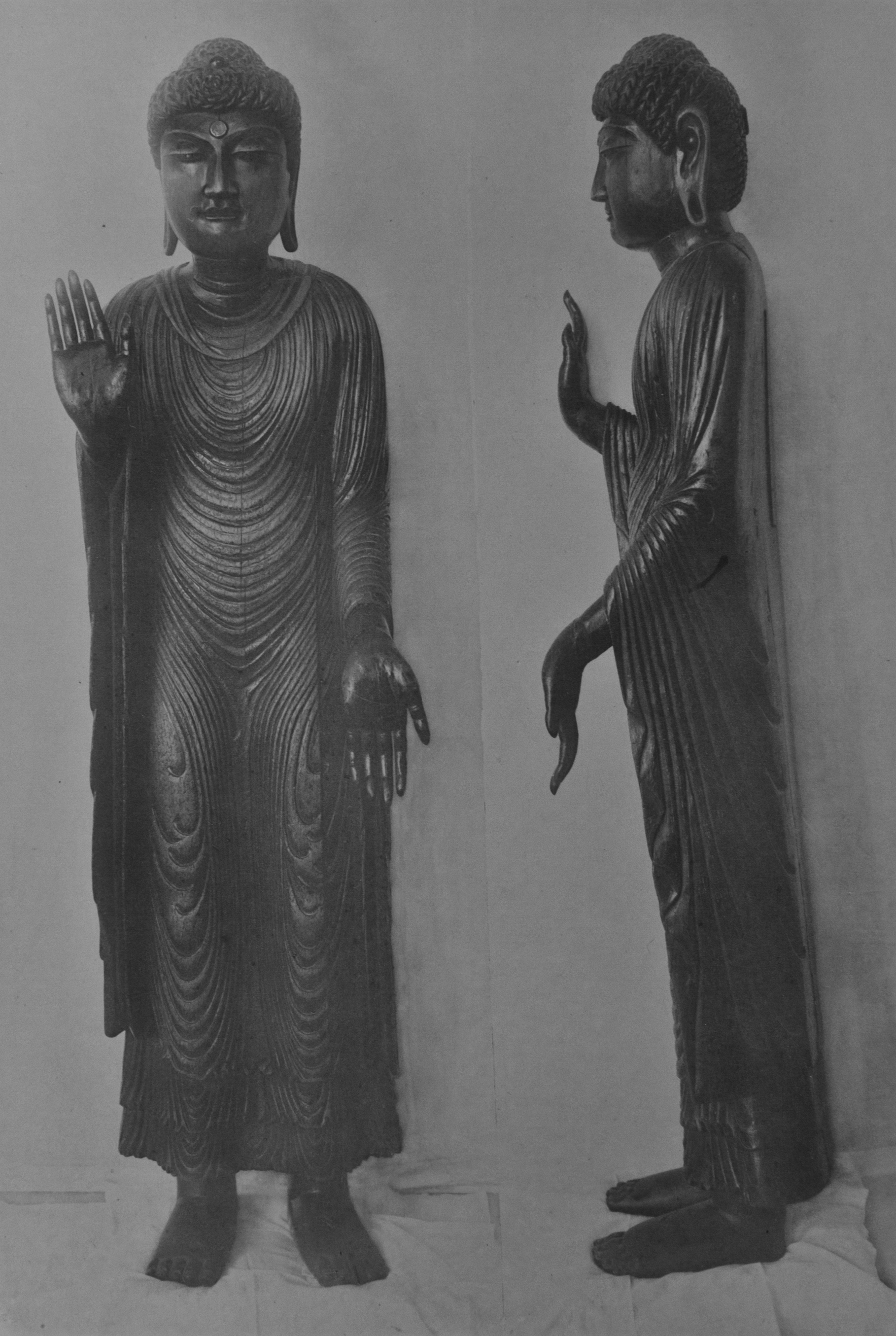
木造釈迦如来立像
清凉寺・国宝

清凉寺木造釈迦如来立像（せいりょうじもくぞうしゃかにょらいりゅうぞう）とは、嵯峨清凉寺の本尊である木造釈迦如来立像のこと。
製作は北宋時代（雍熙2年・985年）で、製作者は張延皎と張延襲。入宋した奝然が日本に請来し、寛和3年（987年）に入洛。4年後の正暦2年（991年）に棲霞寺釈迦堂（のちの清凉寺）に安置された。
清凉寺木造釈迦如来立像は、優填王が釈迦の不在を嘆いて作らせたという伝承をもつ仏像（優填王思慕像）のひとつである揚州開元寺の栴檀像を摸刻した像である。形式的な特徴は、頭髪は日本で一般的な螺髪ではなく縄が渦巻くような形で、法衣は両肩をつつむ通肩で胸を中心に同心円状に波打つ衣文が表現される点である。また裙（くん・下半身に巻き着けるスカート状の衣）の下端が2段に表される。これらの特徴は伝来した10世紀末の日本の仏像にみられないもので、釈迦の生前の姿を写した像とされた。
また1954年（昭和29年）に行われた修理をきっかけに、胎内から夥しい数の納入品が発見された。特に絹で作られた五臓の模型は宋の風習を知る上でも重要とされている。1955年（昭和30年）6月22日に国宝に指定された。
清凉寺木造釈迦如来立像は「三国伝来の瑞像」と称され、鎌倉時代を中心に盛んに摸刻された。これらを清凉寺式釈迦如来像（せいりょうじしきしゃかにょらいぞう）またはさが式釈迦像（さがしきしゃかぞう）という。前田元重（1974年）によれば、現存する清凉寺式釈迦如来像は全国70体を数える。また部分的な影響をうけた変形像も少なくなく、これを合わせた数は88体としている。清凉寺式釈迦如来像にも重要文化財に指定されているものが少なくない。
本記事では、清凉寺木造釈迦如来立像（以下、清凉寺本尊）と、それを摸刻した清凉寺式釈迦如来像（以下、清凉寺式像）について記述する。

## 来歴

### 優填王思慕像

刺繡釈迦如来説法図
初唐期に流行した優填王思慕像のひとつとする説がある。奈良国立博物館蔵・国宝。

#### 優填王造像譚
紀元前5世紀あるいは紀元前4世紀ごろに釈迦が入滅したころ、その姿を偶像として表すことは無かった。最初に仏像が造られたのは、紀元後1世紀末頃のガンダーラだと考えられている。しかしその後、釈迦の在世中にその姿を写しとって像にしたという伝説が現れる。その一つが優填王造像譚である。
優填王造像譚は『増一阿含経』などいくつかの仏典に記されている。その内容は仏典によって詳細が異なるが、おおよそは「釈迦が夏安居の期間に母摩耶夫人に説法するため忉利天に昇ると、優填王は釈迦の不在を嘆き死にそうになったが、思い立って釈迦の姿を造像して礼拝供養する。釈迦がこの世界に戻ると優填王は像と共に出迎え、釈迦は造仏の効験を説く」という内容である。この優填王造像譚を由緒にもつ仏像を優填王思慕像という。
造像譚のなかでも『観仏三昧海経』に記される「像が自ら合掌して釈迦に礼拝すると、釈迦も礼を返して後世を像に託した」という内容は、のちに像が生身のように動き、かつ釈迦に変わる存在であるという優填王思慕像信仰の素地になった。
このような優填王造像譚の日本での受容、あるいは優填王思慕像の日本への伝来は、清凉寺本尊の伝来よりも早いと考えられる。造像譚の受容は東大寺法華堂不空羂索観音の縁起を記す『東大寺桜会縁起』をはじめ、多くの造像の願文や詩文に影響がみえる。また優填王思慕像は刺繡釈迦如来説法図が現存するほか、入唐僧の請来目録や貴族の日記にも記録されている。

#### 揚州開元寺像の来歴
優填王思慕像はインド・中央アジア・中国を中心に各地に存在している。なかでも著名な像が5つ知られるが、そのうちのひとつが清凉寺本尊の元となった揚州開元寺像である。その由緒は複数あるが、奝然の弟子盛算によって記された『優填王所造栴檀釈迦瑞像歴記』（以下、歴記）には「西晋建興4年（316年）に鳩摩羅什の父鳩摩羅琰が天竺から亀茲に請来し、建元13年（377年）に前秦の呂光将軍が亀茲を伐った際に鳩摩羅什親子と共に涼州に持ち帰り、さらに呂光の後涼を討った姚興が瑞像を長安に持ち帰り、その子姚泓を討った劉裕が江南に迎え、龍光寺に安置した」と記される。この鳩摩羅什が登場する由来は『清凉寺縁起』などに引用されて、清凉寺本尊の来歴として日本で定着した。しかしこの由緒について、長岡龍作（2021年）や肥田路美（1986年）は複数の伝説を恣意的にすり合わせた疑いが強く、また像内に納められていた『奝然入宋求法巡礼行並瑞像造立記』（以下、造立記）との齟齬も見られることから史実とするには躊躇いがあるとしている。
いっぽうで中国の『続高僧伝』に記される住力伝によれば、「優填王が造像し、梁の武帝が中国にもたらして江南龍光寺に安置されたのち、戦乱をさけて住力が揚州長楽寺（のちに開元寺）に移し高閣に安置した。大業10年（614年）には栴檀香木をもって瑞像と二菩薩を模した」と鳩摩羅什が登場しない伝承が記されている。なお、開元寺像はいくつかの寺に移されたのち、1900年の義和団事件で安置していた栴檀寺が焼かれ行方不明になっている。
開元寺像が実際に制作された年代については、複数ある摸刻像の様式から推測されている。それによれば5世紀後半から7世紀の中国、あるいは中央アジアの特徴があると指摘されている。頭髪の渦巻状縄目文はガンダーラ様式の系統が源流で、衣文が流水状になる点はグプタ様式の影響が指摘されている。ただしグプタ様式の衣文は薄手で身体に密着するのに対し、厚手の布が表現されている点が異なる。他に類似する様式をもつ像としては、メトロポリタン美術館蔵の金銅如来立像や九州国立博物館蔵の金銅弥勒菩薩像などがある。特に後者は太平真君4年（443年）の銘があり、制作年代に関連して注目される。

### 清凉寺本尊の制作
奝然は天禄3年（972年）の年紀をもつ『義蔵奝然結縁手印状』（以下、結縁状）に「愛宕山麓に伽藍を建立し、もって釈迦遺法の興隆を志す」とあり、そのために早くから中国五山の巡礼を目指していた。永観元年（983年）に入宋を叶えると、愛宕山に建立する伽藍の本尊にするため開元寺像を摸刻した。これがのちの清凉寺本尊である。
像内から発見された『造立記』では、開元寺像の摸刻すなわち清凉寺本尊の造立は「汴京・五台山・洛陽などを巡礼したのち、台州開元寺にもどった奝然が釈迦瑞像の造立を志し、自らの衣鉢を香木に換え、工匠に依頼して完成させた」と記されている。なお後に記された『歴記』や『清凉寺縁起』には、摸刻は当時揚州の汴京にあった開元寺像の傍らで行われたと記されているが、『造立記』には「様に依って彫刻」と記されているほか納入品や清凉寺本尊の特徴などから、絵図などの平面的な像を参照しながら台州で摸刻されたと考えられている。
像の背中にある蓋板に記された刻銘によれば、製作者は台州の張延皎・張延襲兄弟である。製作は雍熙2年（985年）7月21日に始まり、8月18日に終えている。
以上のように『結縁状』の内容から清凉寺本尊の制作は奝然が入宋した目的のひとつであったと考えられているが、別説もある。上川通夫（2002）は、納入品に記される台州開元寺僧の名前から摸刻の主体は開元寺であり、奝然の天竺行を思い留ませるために宋朝が作らせて贈ったものと推測している。また長岡は、台州住民が参加する邑義（後述）が組織されて造立されたと推測している。

### 伝来と受容

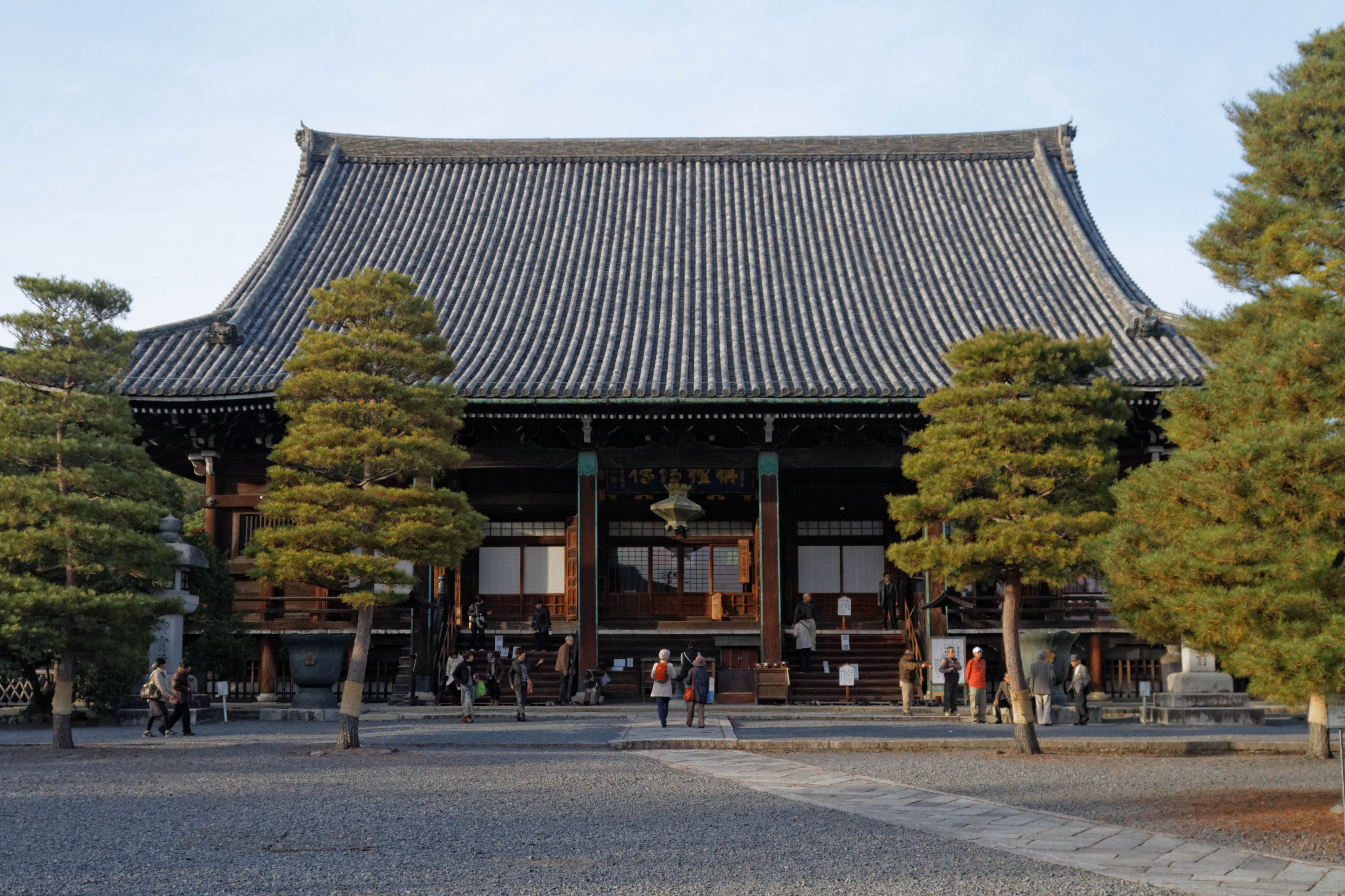
清凉寺本堂（釈迦堂）

奝然は清凉寺本尊と共に寛和2年（986年）に帰朝した。帰朝の翌年に人夫に担がれて京都に入った清凉寺本尊は熱狂的に迎えられ、道行く人々が争ってこれを担いで結縁をなした。その後、北野蓮台寺に仮安置されると、清凉寺本尊や請来品を観るために藤原兼家など公卿が相次いで参詣した。その様子は『小右記』などに記されている。その後、正暦2年（991年）に嵯峨棲霞寺内に建てられた釈迦堂に安置された。奝然は清凉寺建立の許可を得たが、東大寺長吏に任じられたため建立を実現させることなく長和5年（1016年）に没した。奝然の死後に弟子盛算の訴えによって清凉寺と称することが許された。
後述するような日本にみられない特徴をもつ清凉寺本尊は、請来直後から釈迦在世中の姿を表した霊像として耳目を集めた。『長秋記』の永久元年（1113年）10月3日条によれば、平安末期には毎年10月に金光明懺法により栖霞寺釈迦供が行われていた。金光明懺法による儀礼は中国天台山から清凉寺式本尊と共に奝然が移植した儀礼と考えられる。
さらに12世紀末に末法思想が広まると、清凉寺本尊は「釈迦入滅2000年を経た日本で生前の姿」として崇敬を集めるようになった。『宝物集』には治承2年（1178年）に「清凉寺本尊が天竺に帰ってしまう」という噂がたち、多くの人々が清凉寺に詰めかけたと記される。この時、寺僧は「清凉寺本尊は開元寺像の模造ではなく、清凉寺本尊こそがインドから渡った真像である」という、いわゆるすり替え説を喧伝していた。奥健夫は『宝物集』の記述から「この頃までに清凉寺本尊が自らの意思をもって行動する生身仏と認識されるようになっていた」とし、伝来から2世紀を経たこのときまでに霊験仏としての清凉寺像信仰が成立したとしている。同じ頃後白河法皇も清凉寺本尊に帰依し、繰返し臨幸したと記録されている。その願文には釈迦・阿弥陀の二尊に対して極楽往生が祈念されており、清凉寺本尊の生身信仰と共に清凉寺が念仏行者の聖地になったとみられる。当初は栖霞寺（本尊は阿弥陀三尊像）に間借りするように建てられた釈迦堂は、建久元年（1190年）や建保6年（1218年）の火災をきっかけに伽藍の中心に据えられるようになり現在に至っている。
こうした信仰を背景に、鎌倉時代を中心に清凉寺本尊を摸刻した清凉寺式像が盛んに造られるようになる（後述）。なかでも注目されるのが叡尊である。好相を獲得した叡尊は嘉禎2年（1236年）に自誓受戒を行うが、1回目の好相については「夢の中で闇に浮かぶ第一の霊像を拝した」と記録されている。松岡久美子（2010年）や奥は、この霊像が清凉寺式本尊であったと推測している。西大寺像を始めとし、叡尊周辺には清凉寺式像が多い。
その後は元禄13年（1700年）から明治32年（1899年）までに、およそ50回の出開帳を行っている。この出開帳をきっかけに、桂昌院が清凉寺本堂を含む伽藍を再興している。

### 修理
清凉寺は度々火災などに見舞われ、清凉寺本尊も数度の修復を受けている。11世紀後半に火災にあったのち彩色が施された記録が残されているが、たなかしげひさはこれを根拠に当初は素木造りであった像に彩色を施したとしている。しかし奥は、彩色の施し方が開元寺像と同様であることを指摘してたなか説を否定し、当初の彩色を再現したに過ぎないとしている。台座には快慶が建保6年（1218年）に修理を行ったと墨書されている。
また1954年（昭和29年）の修理に際して、夥しい量の納入品が像内から発見された。そのうち五臓のみが修理後に像内に戻されている。なおこの修理が行われるまで本来あったはずの足裏に作られる枘が失われており、清凉寺本尊は後頭部と光背が連結されて空中に浮いた形で立っていた。これは建保に修復する際に施された工夫だと考えられている。

## 特徴
清凉寺本尊が伝来した10世紀末は、日本の仏像史においては平安後期の前期にあたる。これに先立つ平安前期では、体躯を強調して威圧的な雰囲気をもつ仏像様式から、9世紀中頃に空海がもたらした躍動的な仏像様式（承和様式）が展開し、9世紀末にはこれらの要素を消化したうえで写実的な天平様式（奈良後期）への回帰が起こり和様（定朝様）への歩みが始まった。以上のような流れで形式化が始まっていた10世紀後半の日本の仏像に対し、宋から請来された清凉寺本尊はまったく異なる特徴をもっていた。

### 外形的な特徴
清凉寺本尊の像高は162.6センチメートル。右手を施無畏、左手に与願印を結んで立つ、如来像としてはごく一般的な姿をしている。
そのいっぽうで10世紀末の日本には見られない、外形的な特徴がみられる。まず目につくのが髪型が正面中央で縄が渦を巻くような形状で、縄目が矢羽根型に作られる点である。世界的にみれば如来像の髪型は大きくは渦巻型と螺髪の2種に分けられる。渦巻型はガンダーラ彫刻にみられるウェーブがかかった髪を摸式化したもので、螺髪よりも古い形式である。中国では南北朝以降は渦巻型と螺髪がほぼ同じ割合で作られているが、日本では仏像が伝来した最初期の止利式以来、螺髪のタイプしかなかった。髪や髭は鉱物質の粉と漆を混ぜた練物で盛り上げて仕上げられている。
一般的に如来像の法衣は、両肩を覆う「通肩」と右肩を出す「偏袒右肩」（覆肩衣を含む）の2種に大別される。通肩は身体全体を覆うように法衣を左肩に掛けてから背中側を回して右肩を覆い、正面を経て再び左肩に付ける着衣法のことだがこれにも2種あり、首元まで衣を覆い正面首元で衣縁を反転曲線に描くガンダーラ様式と、首元が緩やかで胸元に下衣を覗かせ衣縁を左腕に掛ける7世紀中国の服制を反映した北魏様式がある。中国大陸では南北朝時代の北魏様式ののち唐ごろにガンダーラ様式が定着した。日本でもまず北魏様式が伝来し奈良時代に唐風のガンダーラ様式が伝るが、その後は偏袒右肩が圧倒的に多くなり、わずかにみられるガンダーラ様式であっても首元をくつろげる表現が定着した。これに対し清凉寺式像の法衣は通肩で首元までしっかりと覆う、10世紀の日本ではみられない古風なガンダーラ様式である。また清凉寺本尊の後半身の表現は著しく少なく、衣文も彫られていない。これは平面的な図像を模したためだと考えられている。また左肩に表されるべき法衣の末端がなく、着衣法としては現実的ではない。また胸を中心に同心円状に表される衣文線が、胸・腹・両股に掛けて広がる。清凉寺式像の法衣の下部には、法衣の下で腰に巻く裙の下縁が2段に表される。裙を2枚重ねて着ているか、あるいは腰に2回巻き付けた表現が様式化されたもので、日本の仏像には類例がない。また裙の襞が細かく表される。

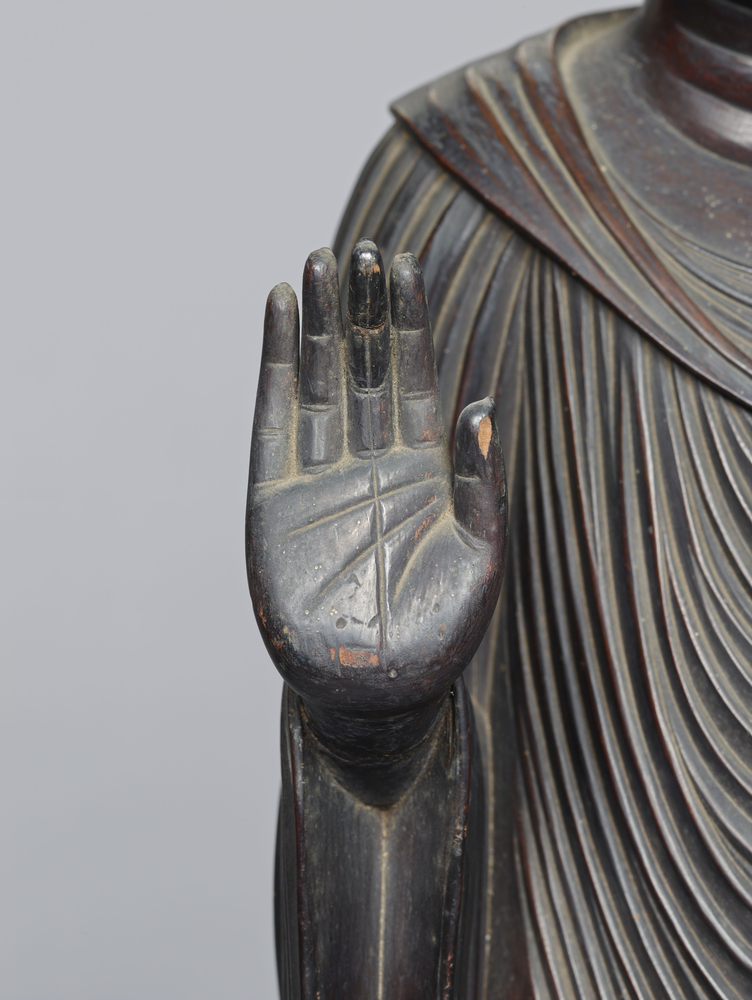
簡略化された手相
清凉寺式像・奈良国立博物館蔵

手相の表現は簡略化され「キ」の字を呈する。この手相は原像である開元寺像の制作年代（北魏・5世紀）には見られない特徴で、摸刻が行われた北宋期の特徴とみられる。また清凉寺本尊の顔は卵型の北宋様式に類似し、製作した張兄弟の作風が反映されたと考えられる。
表面仕上げは、肉身に金箔が貼られ、法衣の表は朱、裏に群青、裳裾に緑青を施されていたが、これらは殆ど剥落しており下地の黒漆が残る。法衣には大型の花丸文と衣文線に沿う細線が截金でほどこされる。日本の如来像に花丸文を現すようになるのは11世紀以降である。また唇は朱、髭髯は群青で際に朱線を置く。
肉髻珠は水晶で表面を赤に着色する。白毫は円形の銀板で表面に如来が線刻される。瞳には黒漆を塗った珠（鉱物か？）を、両耳孔には水晶を嵌めこむ。

### 技術的な特徴
横から見ると体が薄く立体感に乏しく、正面性が極めて強い。前述した後半身の造形の簡略化とあわせて、これらの特徴は清凉寺本尊が絵図などを参照して摸刻されたことを意味すると考えられる。
素材はサクラ（魏氏桜桃という説もある）で、頭部から体までの主要部分を前後2材によって造り、両側面に肩から裾に至る部材を付けている。また面部・両耳表面・右袖外側を丸木釘などで留めている。背中側に大きな刳り込み（背刳り）があり、板で蓋がされている。これらは日本の仏像にみられるいわゆる寄木造りに近い。
またX線画像により背刳り内部の他にも納入品が確認されている。頭部内には鏡1面と仏牙、左右胸部にも水晶玉が1個ずつある。また材の矧ぎ目からは銅銭が発見された。

### 主な納入品
清凉寺本尊のおおきな特徴のひとつが、像内に納められた納入品である。納入品は文書・経典・版画・道具類・仏像類・仏の象徴・金玉宝石類・その他に分類でき、また来歴から奝然が日本から持ち込んだもの、入宋後に入手したもの、清凉寺本尊の造立にあたって誂えたものの3つに分かれる。長岡は、これらの納入品が宋の舎利塔の納入品と類似することを指摘し、当時の信徒組織である邑義が清凉寺本尊の造立に関わったと推測している。これらの納入品一切も清凉寺本尊とあわせて国宝に指定されている。

#### 『義蔵奝然結縁朱印状』
奝然と法弟義蔵が、愛宕山麓に伽藍を建立し、釈迦の遺法の興隆・弥勒の下生後に聞法することなどを誓い合った結縁状。天禄3年（972年）と記されており奝然が日本から携行したもの。奝然が清凉寺本尊を造立した目的が帰国後に建立する伽藍の本尊にすることを企図したことを示すと考えられる。

#### 『奝然生誕書付』
奝然のへその緒に結ばれていたと考えられる書き付け。現存しないが、へその緒も一緒に納められていたと考えられる。承平8年（938年）正月24日の日付がある。奝然が日本から携行したもの。

#### 『入瑞像五臓記捨物注文』
納入品の目録。記されている日付（雍熙2年（985年）8月18日）が、清凉寺本尊が完成した日付と考えられる。なお『捨銭結縁交名記』には「造像が完了し仏牙を納めたところ、背上に出血が生じた」という説話が記されており、五臓などを納入することで清凉寺本尊を生身仏にする意図、あるいは代受苦的な機能が期待されたことが知れる。納入品と施入者については#納入品の一覧を参照。

#### 『捨銭結縁交名記』
清凉寺本尊の造立にあたって宋で喜捨・結縁をおこなった施入者の名簿。全3通。後述する五臓や鏡に記された名前を含めると、清凉寺本尊の施入者は奝然と弟子嘉因、開元寺僧10名、妙善寺尼僧3名、造立した造仏博士の張延皎と張延襲、蘇州の道者僧、前述以外の僧24名、俗人の男29名と女20名の計89名。奝然と弟子、道者僧を除く人々は台州の住人と思われる。

#### 『奝然繁念人交名帳』
日本の結縁者の記す名簿。塚本善隆（1954年,1974年）は、冒頭部の願文に記される内容から「清凉寺本尊を東大寺盧舎那仏像の一分身とし、日本を教化する中心仏にする意図があった」としている。

#### 弥勒菩薩像
版画の弥勒菩薩像。版に記される年紀が「甲申歳10月15日」とあり、汴京に滞在していた雍熙2年（983年）3月までに入手したものと考えられ、『結縁状』に記される弥勒信仰に関連する納入品と考えられる。下絵は北宋で一流画家であった高文進で、中国美術史の遺品としても貴重。

#### 五臓

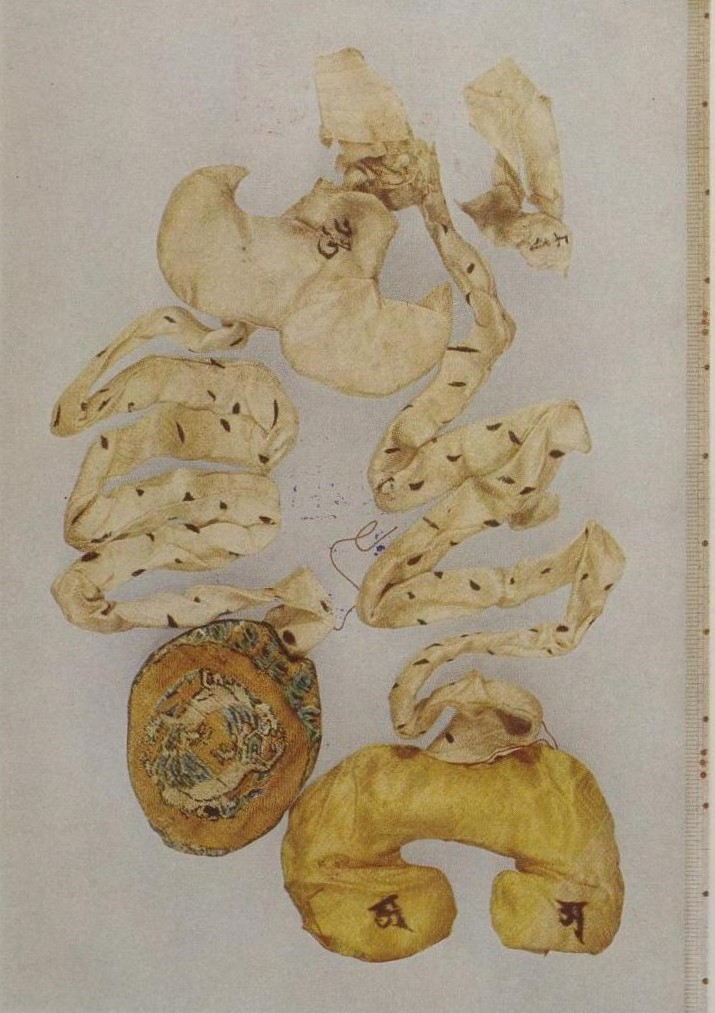
五臓（消化管および上焦）

納入品のなかでも特に著名なのが絹織物で作られた五臓である。これを吊るしていた背皮に記される願文により、五臓は台州妙善寺の尼僧清暁の風疾の平癒を願い、その母の余七娘と師の文慶が「日東日本国釈迦」に施入したことが知れる。このような五臓の納入は像を生身仏に昇華させるのと同時に、五穀豊穣など現実的な功徳を期待しておこなわれるもので、宋やチベットなどで広く行われていた風習であった。清凉寺本尊の五臓は、綾・錦・平絹などを用いて袋状につくり、「心」「肝」「肚」「腎」の中には香が詰められていた。また「胆」には舎利容器に入った舎利が納められていた。また「肺」の表面には『梵網経』の一節が、ほかの袋の表面にも梵字で金剛界五仏の種子が記されている。

### 納入品の一覧
以下、納入品の一覧を示す。なお、以下に示す一覧表には文章によって納入が確認されるが、現存していないものも含む。またこのほかにX線撮影で、面部矧ぎ面に嵌められている仏牙（納入品と同一か？）と鏡1面（実物が確認されていない水月観音鏡像か？）、胸部左右に嵌められている珠2顆、体部の矧ぎ面の隙間に銭数枚が確認されている。
| 分類     | 名称                           | 施入者                          | 年代                       | 現状   | 備考 |
| -------- | ------------------------------ | ------------------------------- | -------------------------- | ------ | --- |
| 文章     | 奝然生誕書付                   | 奝然                            | 承平8年（938年）1月24日    | 現存   | 奝然のへその尾に付けられた書付。日付は誕生日。製作地は日本。                                                   |
| 文章     | 義蔵奝然結縁朱印状             | 奝然・義蔵                      | 天禄3年（972年）閏2月3日   | 現存   | 奝然と義蔵が愛宕山に伽藍を建立することなどを誓った結縁状。製作地は日本。                                       |
| 文章     | 奝然繁念人交名帳               | 奝然                            | 雍熙2年（972年）8月か      | 現存   | |
| 文章     | 奝然入宋求法巡礼行並瑞像造立記 | 奝然                            | 雍熙2年（972年）8月18日    | 現存   | 筆者は鑒端。                                                                                                   |
| 文章     | 入瑞像五臓文                   | 奝然・張延皎・居信              | 雍熙2年（972年）8月18日    | 現存   | 納入品の目録。これに記載されているが、現存していない納入品もある。                                             |
| 文章     | 捨銭結縁交名記                 | 張延皎・張延襲など多数          | 雍熙2年（972年）8月18日    | 現存   | 清凉寺本尊の造立に喜捨を行い、結縁した人の名簿。全3通。                                                        |
| 経典     | 金光明最勝王経                 | 奝然                            | 延暦23年（804年）3月5日    | 現存   | 書写されたのは日本で、奝然が宋に携行したもの。                                                                 |
| 経典     | 法華経                         | 嘉因                            |                            | 現存   | |
| 経典     | 金剛般若波羅蜜経               | 呉守真                          | 雍熙2年（972年）6月開版    | 現存   | 折本で表紙に帙が付く。装丁史で重要な品。                                                                       |
| 版画     | 霊山変相図                     | 嘉因                            |                            | 現存   | 釈迦が霊鷲山で法華経を説く絵。                                                                                 |
| 版画     | 文殊菩薩像                     | 奝然か                          |                            | 現存   | 普賢菩薩像と1対。                                                                                              |
| 版画     | 普賢菩薩像                     | 奝然か                          |                            | 現存   | 文殊菩薩像と1対。                                                                                              |
| 版画     | 弥勒菩薩像                     | 奝然か                          | 雍熙元年（971年）10月15日  | 現存   | 奝然が汴京で取得したもの。下絵は北宋の一流画家である高文進。                                                   |
| 仏の象徴 | 舎利一顆                       | 奝然                            |                            | 非現存 | 文書に記載されているが現存せず。玻璃器に納入されていたか。                                                     |
| 仏の象徴 | 玻璃器                         | 奝然                            |                            | 現存   | 舎利容器。2口あるがいずれも破損している。                                                                      |
| 仏の象徴 | 網                             | 奝然                            |                            | 現存   | レース状の布。舎利容器を納めた袋か。                                                                           |
| 仏の象徴 | 仏牙                           |                                 | 雍熙2年（972年）8月7日納入 | 現存？ | 頭部内に嵌入している容器に納められたものか？                                                                   |
| 仏の象徴 | 五臓                           | 清暁・省栄・文慶・余七娘・□九郎 | 雍熙2年（972年）8月5日完成 | 現存   | 像内に戻されている。                                                                                           |
| 仏の象徴 | 沙羅樹葉                       | 奝然                            |                            | 現存   | |
| 金銀宝石 | 箔片                           |                                 |                            | 現存   | |
| 金銀宝石 | 銀釧子                         | 陳袍兒                          |                            | 現存   | |
| 金銀宝石 | 水晶珠三顆                     | 景堯                            |                            | 現存？ | 仏像に嵌められている肉髻珠1顆、耳孔に嵌められた珠2顆、納入品の1顆のいずれかと思われるが、詳細不明。            |
| 金銀宝石 | 水晶珠三顆                     | 徳宜                            |                            | 現存？ | 仏像に嵌められている肉髻珠1顆、耳孔に嵌められた珠2顆、納入品の1顆のいずれかと思われるが、詳細不明。            |
| 金銀宝石 | 水晶珠二顆                     | 保寧                            |                            | 現存？ | 仏像に嵌められている肉髻珠1顆、耳孔に嵌められた珠2顆、納入品の1顆のいずれかと思われるが、詳細不明。            |
| 金銀宝石 | 水晶珠一顆                     | 鴻粹                            |                            | 現存？ | 仏像に嵌められている肉髻珠1顆、耳孔に嵌められた珠2顆、納入品の1顆のいずれかと思われるが、詳細不明。            |
| 金銀宝石 | 水晶珠一顆                     | 蘓州道者僧                      |                            | 現存？ | 仏像に嵌められている肉髻珠1顆、耳孔に嵌められた珠2顆、納入品の1顆のいずれかと思われるが、詳細不明。            |
| 金銀宝石 | 瑪瑙珠一顆                     | 居信                            |                            | 現存   | |
| 金銀宝石 | 仏眼珠一顆                     | 契蟾                            |                            | 現存   | 瞳に貫入されている珠か？                                                                                       |
| 金銀宝石 | 金剛珠四顆                     | 延宝                            |                            | 非現存 | |
| 金銀宝石 | 方解石                         |                                 |                            | 現存   | |
| 道具類   | 鈴子                           | 鑒端                            |                            | 現存   | |
| 道具類   | 菩提念珠一釧                   | 奝然                            |                            | 現存   | |
| 道具類   | 鏡子二面                       | 奝然・契宗                      |                            | 現存   | 台座に嵌められていたもの。                                                                                     |
| 仏像     | 銀弥陀仏                       | 清聳                            |                            | 現存？ | 白毫か？ |
| 仏像     | 水月観音鏡子二面               | 鑒端・奝然                      |                            | →      | 1面だけ現存。像内の胸の高さに懸垂されていた。どちらの鏡が現存するかは不明。もう1面は頭部に確認されている鏡か？ |
| 仏像     | 帯子                           | 朱□娘                           |                            | 現存   | 水月観音鏡子の鈕に付けられていた平紐。                                                                         |
| 仏像     | 文殊像                         | 張延皎・張延襲                  |                            | 非現存 | 肉髻珠内に納められていた。                                                                                     |
| 銅貨     | 銅銭                           | 台州の男女弟子計46名            |                            | 現存   | 開元通宝116枚・乾元通宝5枚・宋元通宝3枚・周元通宝1枚・唐国通宝1枚・天漢元宝1枚・漢元通宝1枚・その他4枚。       |
| その他   | 幢（雲母）                     |                                 |                            | 現存   | |
| その他   | 平絹などの断片                 |                                 |                            | 現存   | 詰め物か。 |

### 光背・台座
清凉寺本尊が請来されたのち光背が付け加えられ、台座にも改造が施されている。
光背は日本産のサクラが用いられた国内産である。その様式から11世紀半ばの制作と考えられる。身光は日本で極めて珍しい弧線を重ねる形式になっている。これは7世紀第3四半期に唐で流行した優填王思慕像に共通する特徴で、光背が制作された当時に清凉寺本尊の由来を考慮して採用されたと推測されている。圏帯に表される流雲文は10世紀末から11世紀に製作されたものに類似する。頭光は身光と別に造られ、身光よりも前面に重ねて取り付ける。この様式は8世紀から11世紀初め頃にみられる特徴である。この圏帯に表される透彫り花文は、平等院阿弥陀堂の天蓋に類似し、同時期の制作と考えられる。化仏は鎌倉時代以前に制作されたものが7点現存するが、形式にバリエーションがあり、製作時期は数段階に分かれると考えられる。昭和の修理の際には、清凉寺本尊と後頭部と光背が繋がれて空中に浮く形で立っていた。このような像を空中に立たせる工夫は、長谷寺清凉寺式像など数例が確認されている。
台座のうち、反花の部分のみは像と同時に制作されたもので、清凉寺本尊は元々反花座の上に立っていたと考えられる。のちに付け加えられた仰蓮は、光背と同じ11世紀中頃に作られたと考えられる。反花座の上面には銅鏡2枚が嵌めこまれていたが、のちに仰蓮を付加する際に、仰蓮の蓮肉上面に埋め込まれた。仰蓮は、蓮肉・蓮弁ともにサクラ材である。様式は平等院阿弥陀如来像の台座に類似し、同時期の特徴あるいはそれ以前の様式と考えられる。蓮肉側面や蓮弁の弁脈には金切線が施される。

## 影響

### 清凉寺式像

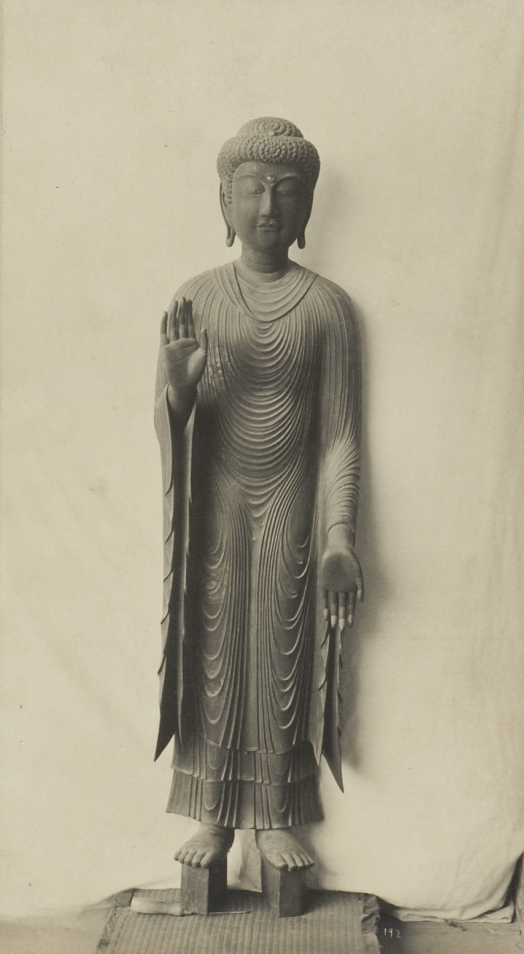
木造釈迦如来立像
西大寺・重要文化財

前述したように清凉寺本尊は伝来した直後から長きにわたって篤く信仰され、鎌倉時代を中心に多くの摸刻像が制作された。なかでも頭髪・首まで覆う通肩と同心円状の衣文線・端部が2段になる裙など、清凉寺本尊の特徴を有する摸刻像を清凉寺式釈迦如来像という。
最も早い摸刻像は12世紀初頭の三室戸寺の清凉寺式像である。また『中右記』元永2年（1118年）9月30日条に「北政所にも清凉寺式像を安置」と記されるなど、貴族が私的に摸刻像を造ることもあった。鎌倉時代に釈迦信仰が称揚すると、念仏宗・戒律宗を中心に日本各地で摸刻像が制作された。
清凉寺式像といっても、清凉寺本尊を忠実に模倣するものから主要な特徴だけを備えるものまでさまざまである。奥健夫は、摸刻するにあたってある程度のアレンジ・再解釈は許されたいっぽうで、法衣の表現や正面性が強い点など変更が許されない部位（その特徴をもって原像との同一性が保証される）があったとしている。また清凉寺本尊は朱衣金体の着彩（現在は剥落）されていたが、清凉寺式本尊には最初から素地仕上げのものが少なくない。これについて毛利久は13世紀までに清凉寺式本尊の彩色の剥落が相当進んでいた事を示すとしているが、奥は栴檀瑞像の本来の姿が素地仕上げと認識されていた為だとしている。
猪川和子は清凉寺式像を作風・作家の系統により、以下の7つに分類できるとしている。

#### 清凉寺本尊に忠実な像
縄目文・法衣の制、眼や耳などの造形に加え、衣文線の掘り出しまで清凉寺本尊に類似する像のこと。代表例として東京大円寺像を挙げる。大円寺像は鎌倉時代初期の制作だが平安時代の作風が濃く、瞳に珠を嵌入する点も彫り出しによって表現するなど清凉寺本尊に忠実に摸刻されている。また、京都西明寺像や京都常楽院像も細部が清凉寺式本尊に酷似し、臨摸されたことが想定される。

#### 鎌倉時代彫刻の特色が顕著な像
鎌倉時代の特徴が顕著な像には、奈良西大寺像や奈良唐招提寺像があり、これと類似する像が関東の千葉永興寺像、茨城福泉寺像、神奈川極楽寺像が挙げられる。これらは叡尊とその弟子の忍性に関係すると考えられ、善円・善慶の系列による造仏と考えられる。特に西大寺像は、清凉寺本尊を前に臨摸したとされるが、その像には製作者の善慶の個性が明確に現れている。

#### 慶派系の像
慶派の仏師も清凉寺式像を製作している。愛媛宝蔵寺像や愛知如法寺像はいずれも格調高い作風で、畿内で制作されたと考えられる。また岐阜崇禅寺像は、顔だちに慶派の特徴が顕著に示されるいっぽうで、瞳や耳の造作に清凉寺本尊の特徴への意識がうかがえる。

#### 円派系の像
円派の系統と考えられるのが、京都平等寺像である。優美な衣文線が円派の特徴を示し、伏し目でふくよかな顔に定朝様の流れがみられる。

#### 院派系の像
院派系統の作とされるのが、山口二尊院像である。だだし、対となっている阿弥陀像と清凉寺式像の作風が異なる点に疑問が持たれる。

#### 材質に特徴のある像
清凉寺式本尊はサクラで作られているが、本来の優填王思慕像に倣って栴檀に近づけようとした像もある。前述の愛媛宝蔵寺像は日本の栴檀とされる楝である。また東京大円寺像や神奈川極楽寺像も栴檀の代用とされるカヤである。

#### 近世の像
近世の制作である埼玉清善寺像は、清凉寺本尊の様式に忠実であるが、釈迦の瑞相を強調し様式の形式化が進む点に製作年代の特徴が表れている。

### 仏像様式への影響

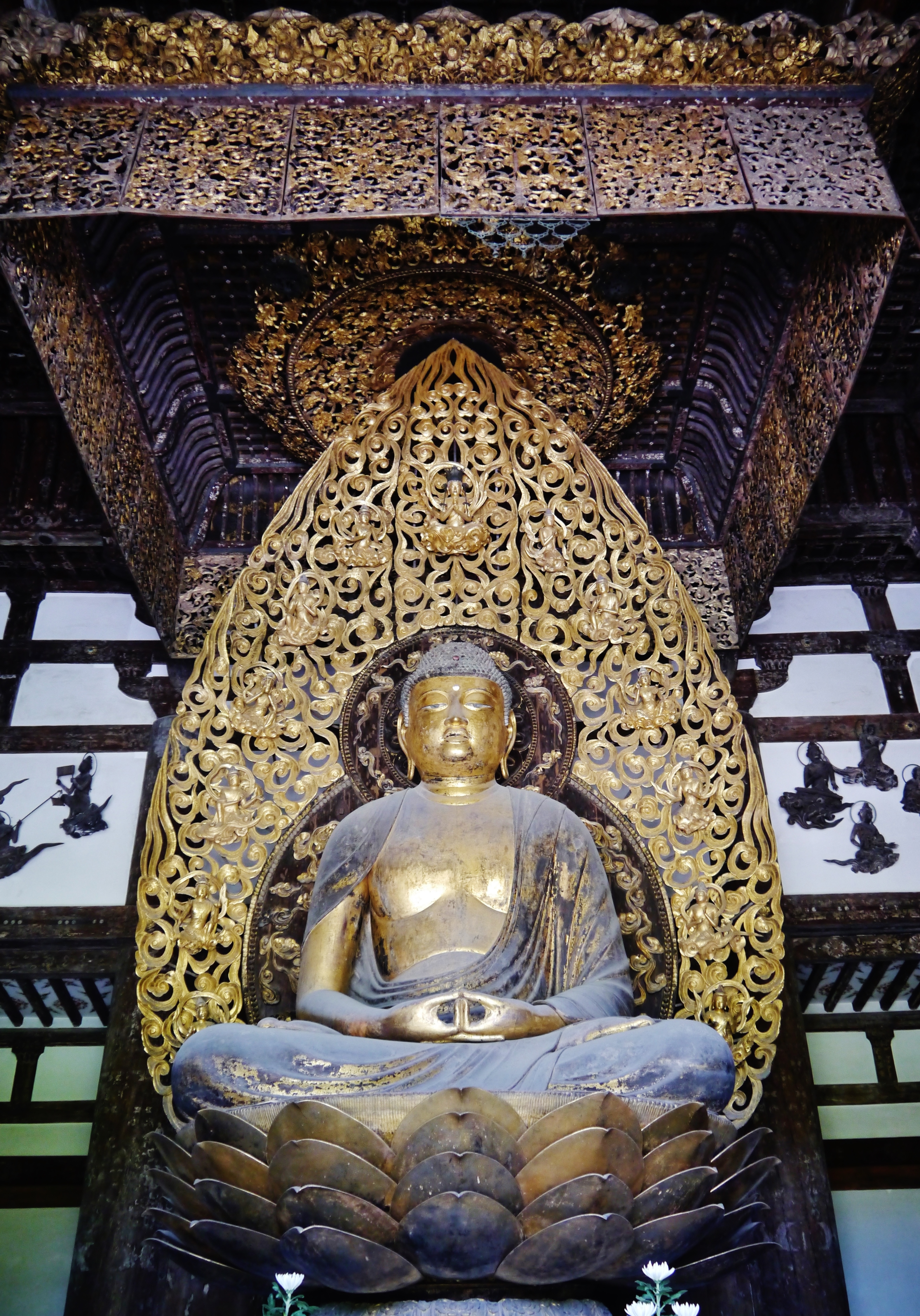
阿弥陀如来像
和様（定朝様）の完成に位置付けられる。平等院・国宝。

以上のように多く清凉寺式像が作られたが、いっぽうでこれを除くと日本の仏像への様式的な影響は限定的であったとされる。日本の仏像は11世紀に定朝によって和様が成立し、これを三派仏師（院派・円派・奈良仏師）らが引き継ぎ、以降の様式の主流となっていった。
清凉寺本尊が和様に取って代わることが無かった理由については、大安寺釈迦像を摸刻した河原院釈迦像の造像の影響が指摘されている（いずれも現存せず）。飛鳥時代に天智天皇が造立した大安寺釈迦像は、『大安寺縁起』などに「天女が釈迦の姿を異ならない事を保障した」などと記されており、9世紀末までに釈迦の生き姿として高い評価を確立していた。この大安寺釈迦像は「天工が造りし像」として人には摸刻されることが出来ないとされていたが、清凉寺本尊の伝来から4年後に康尚によって河原院釈迦像として摸刻が行われた。その背景には清凉寺本尊への対抗意識があったとする説がある。上川は、清凉寺本尊の伝来の歴史的意義について、日本の仏像様式の転換を間接的に触発したことを挙げる。また奥も「清凉寺本尊の伝来により大安寺釈迦像の由緒は否定されたが、それにより却って仏像の美しさ自体が価値を帯びるようになり、和様が成立した」としている。
外形的な影響は限定的ではあったいっぽうで、技術的な特徴については日本の仏像に影響を及ぼしたとする見方もある。11世紀から普及した寄木造りの技術の確立は、11世紀初頭の康尚から始まり定朝によって成立したとされている。その最も初期的な試みは10世紀後半の六波羅蜜寺薬師如来坐像とされるが、毛利久（1992年）は清凉寺本尊などの中国請来仏がその成立に関わっている可能性を指摘している。
また、清凉寺本尊は日本の造仏行為にも影響を与えたとする説がある。日本で仏師が仏像に名を記す行為は飛鳥時代に2例あったもののその後は行われなくなり、11世紀になって再び行われるようになる。清凉寺本尊の蓋板に作者銘が刻されている事実は、これに影響を与えた可能性が指摘されている。また上川は、清凉寺本尊の『捨銭結縁交名記』にみられる造仏にあたって僧俗を結縁させる行為が、善水寺薬師如来像（正暦4年・993年）以降の日本にみられる結縁行為に影響を与えたと推測している。また山本勉も大量の納入品が納められた行為について、日本の仏像への影響を検討する必要があると指摘する。

### 主な清凉寺式像
重要文化財
- 龍寶寺（仙台市）木造釈迦如来立像 - 元は金成村福王寺の像。像高163.0センチメートル[13]。
- 福泉寺木造釈迦如来立像 - 鎌倉時代。上方の作風だが、清凉寺本尊と比べると衣文線が規則的である。像高163.6センチメートル[76][13]。
- 大円寺木造釈迦如来立像 - 鎌倉時代。納入品に建久4年（1193年）の銘がある。衣文につけられた戴金線、瞳に付けられた鉱物を再現した彫り、耳孔に嵌められた水晶など、細部まで清凉寺本尊に忠実な摸刻像。像高163.9センチメートル[76][77][13]。
- 真福寺木造釈迦如来立像 - 鎌倉時代。眼は彫眼で、顔つきは平らか。衣文線にも形式化がみられる。像高161.8センチメートル[76][13]。
- 称名寺木造釈迦如来立像 - 鎌倉時代。胎内墨書銘に徳治3年（1308年）願主は信空。製作者の法印院保等は鎌倉仏師か。相貌に地方色がみられる。像高160.6センチメートル[76][77][13]。
- 極楽寺木造釈迦如来立像 - 鎌倉時代。製作年には永仁5年（1297年）説などがある。西大寺像に近い特徴をもち、叡尊周辺の仏師の造作か。像高158.5センチメートル[76][77][13]。
- 延暦寺木造釈迦如来立像 - 鎌倉時代。西塔釈迦堂の本尊。像高79.3センチメートル[13]。
- 荘厳寺（近江八幡市）木造釈迦如来立像 - 鎌倉時代。頭部が卵型で表情は柔和、衣文は翻波式である点が清凉寺本尊と異なる。像高132.0センチメートル[78][13]。
- 西明寺木造釈迦如来立像 - 鎌倉時代。寄木が左右使いされている事や穏やかな表情が清凉寺本尊と異なる。像高138.4センチメートル[78][13]。
- 常楽院（京都）木造釈迦如来立像 - 鎌倉時代。清凉寺本尊のおよそ半分の小像ながら、眼や耳の表現に至るまで原像の特徴がよく表現されており、おそらく原像を直接見ながら摸刻された像。像高97.0センチメートル[79][13]。
- 平等寺木造釈迦如来立像 - 鎌倉時代。建保元年（1213年）の銘がある。相貌は清凉寺本尊と全く異なり、円派の作風がみられる。いっぽうで彩色が良く残されており、清凉寺本尊の当初姿を思わせる貴重な作例。像高76.7センチメートル[80][81][13]。
- 三室戸寺木造釈迦如来立像 - 平安時代。承徳2年（1098年）の制作か。清凉寺式像の最も早い作例で、文様や彩色など清凉寺本尊に忠実な作例。像高154.0センチメートル[82][13][2]。
- 延命寺木造釈迦如来立像 - 鎌倉時代。『西琳寺流記』によれば元は摂津喜蓮（現大阪市平野区喜蓮）にあった橋本寺の本尊とされ、のち西琳寺に移され、廃仏毀釈で延命寺に移された。律宗系統の清凉寺式像とは異なる相貌をもち、衣文には形式化がみられる。像高156.5センチメートル[80][13]。
- 木造釈迦如来立像（奈良国立博物館蔵） - 鎌倉時代。文永10年（1273年）の墨書がある。野田吉兵衛旧蔵。衣文など細部に著しい違いがみられるが、玉眼・白毫などに原像の流れを見ることが出来る。仏師玄海の作で、叡尊・忍性らが関与が想定される。像高78.7センチメートル[78][83][13]。
- 西大寺木造釈迦如来立像 - 鎌倉時代。台座に建長元年（1249年）の墨書銘がある。最も著名な清凉寺式像で、摸刻に当たって叡尊と仏師善慶らは半月間の間清凉寺に籠ったと伝わる。平明な表情など作風には和様化みられる。像高167.0センチメートル[76][77][13][2][55]。
- 大善寺（五條市）木造釈迦如来立像 - 室町時代。応永2年（1395年）の銘があったと伝わる。衣文線を陰刻で表すなど特殊な様式をもつ。像高168.1センチメートル[78][13]。
- 二尊院（長門市）木造釈迦如来立像 - 鎌倉時代。本像に銘はないが、対となる阿弥陀如来像には文永3年（1266年）の胎内墨書銘がある。像高98.2センチメートル[78][13]。
- 絹本著色釈迦如来像（根津美術館蔵） - 鎌倉時代。承天3年（1209年）の墨書銘がある。図像だが頭髪・著衣・光背などに清凉寺本尊の特徴がある。三尊像としても早い例[84]。